# Arturo Zamora Jiménez
Arturo Zamora Jiménez (Guadalajara, Jalisco, 30 de marzo de 1956) es un abogado y político mexicano.
Es hijo de Félix Zamora Tadeo y Amalia Jiménez Noriega, ambos de origen campesino, quienes tuvieron 13 hijos. Se formó en escuelas públicas, estudió la primaria en la escuela Modelo, la secundaria en la escuela número 10 del barrio de San Rafael y el bachillerato en la preparatoria 3 de la UdeG.
Ejerció como abogado de la Escuela de Derecho de la UdeG, en donde ha sido profesor e investigador, los últimos 26 años.
Fue senador por el estado de Jalisco, además de ser doctor en Derecho y secretario general de la Confederación Nacional de Organizaciones Populares (CNOP).

## Trayectoria
Fue miembro del Partido Revolucionario Institucional originario del estado de Jalisco, Presidente municipal de Zapopan y candidato del PRI a Gobernador de Jalisco.
Fue elegido candidato tras el proceso interno del PRI estatal donde compitió contra Ramiro Hernández García. Zamora obtuvo el 64.3 por ciento de la votación.
Arturo Zamora obtuvo el título de abogado por la Universidad de Guadalajara, con la tesis La Reparación del Daño Proveniente del Delito con la que recibió el premio «Mariano Otero», que otorga la Cámara Nacional de Comercio.
Obtuvo el grado de Maestría en Seguridad Pública y Administración de Justicia en la Universidad de Guadalajara y concluyó los cursos de Doctorado en la Universidad Complutense de Madrid, de 1995 a 1997. 
Es Doctor en Derecho por el Instituto de Altos Estudios Jurídicos de Jalisco.
Participó en cursos sobre Toxicología forense, Medicina Legal, Protección Civil y Prevención de Desastres en diversas instituciones públicas.
Fue investigador de tiempo completo del extinto Departamento de Estudios e Investigaciones Jurídicas de la Universidad de Guadalajara.
Es notario público titular número 16, de Zapopan, Jalisco. Vicepresidente de Asuntos Jurídicos de la Cámara Nacional de Comercio de Guadalajara, y asesor de la Confederación Patronal de la República Mexicana.
Fue Presidente Municipal de Zapopan, para el periodo 2003 - 2006, sin embargo, solicitó su licencia al cargo para buscar la candidatura estatal.
Después de su intento por obtener la gubernatura de Jalisco, en el 2007, fue designado Director de la División de Estudios Jurídicos de la Universidad de Guadalajara, cargo al que renunció para contender por una diputación federal.
En el sector privado se ha desempeñado como Vicepresidente de Asuntos Jurídicos de la Cámara Nacional de Comercio de Guadalajara, Asesor Jurídico de Coparmex Jalisco, y Notario Público Titular Número 16 de Zapopan desde 1994.
Fue Vicepresidente de la Confederación de Colegios y Barras de Abogados de Jalisco, A.C., Presidente de la Academia Nacional de Derecho Penal, Confederación de Colegios y Barras de Abogados (2005-2007), y Secretario Ejecutivo de la Mexican American Bar Association (2007).
Autor de los siguientes libros: 1) Derecho Penal, Parte Especial (Análisis de los Delitos en México), 2) Manual de Derecho Penal Electoral, 3) Delitos Electorales, 4) Cuerpo del Delito y Tipo Penal, 5) Teoría Jurídica del Delito, 6) Delitos electorales, en el nuevo orden jurídico mexicano, y coautor de 7) Estudios Penales y Política Criminal, y otros artículos publicados a nivel nacional e internacional, todos editados por Angel Editores.  Es integrante del Consejo Editorial de la Enciclopedia Jurídica OMEBA.
El 5 de julio de 2009 fue elegido diputado federal por el distrito 4 de Jalisco.
En julio de 2012 fue elegido senador de la República del PRI por el Estado de Jalisco, en febrero de 2013 solicitó licencia al cargo y se integró al gabinete del gobernador de Jalisco Aristóteles Sandoval como Secretario General de Gobierno, cargo que dejó el 29 de mayo de 2014 y desde entonces se reintegró a sus actividades en el Senado.
Desde su regreso al Senado en septiembre de 2014 es Vicepresidente de la Mesa Directiva del Senado de la República.
En abril de 2015 es nombrado Secretario de Acción Electoral del Partido Revolucionario Institucional (PRI). En octubre del mismo año fue ratificado por el entonces Presidente Manlio Fabio Beltrones para el periodo 2015 -2019.
El actual líder nacional del PRI, Enrique Meza Ochoa, lo nombró "Secretario de Organización" del Comité Ejecutivo Nacional del PRI, cargo que desempeña actualmente.
El 21 de marzo de 2023 anunció públicamente su renuncia a la militancia en el Partido Revolucionario Institucional.